# Образец бумажного денежного знака

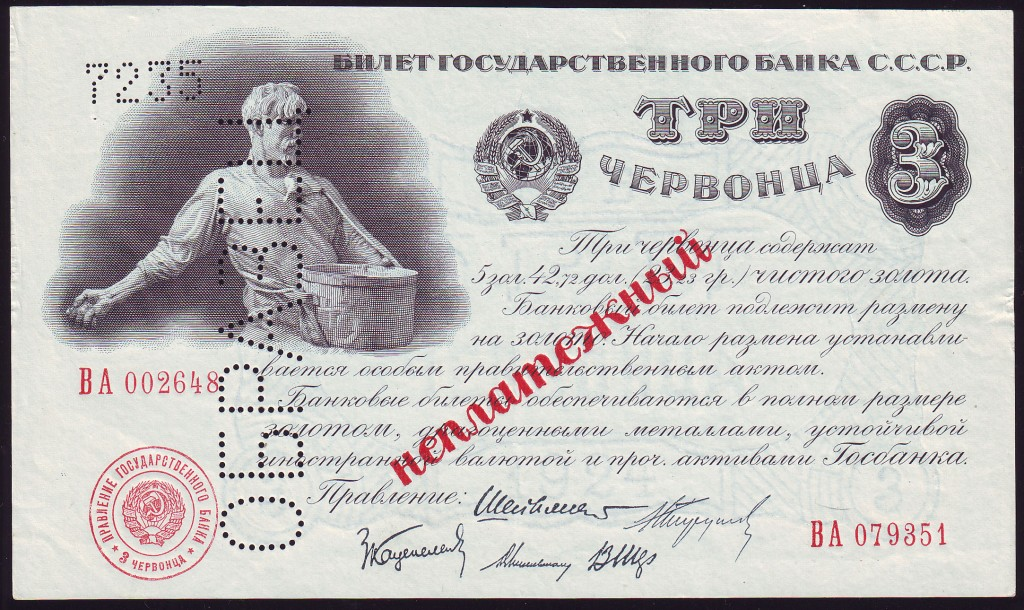
СССР «Образец» 3 червонца 1924 года. Перфорация «ОБРАЗЕЦ», надпечатка «неплатежный», особые номера — ВА 002648 и ВА 079351, перфорация инвентарного номера

Образец бумажного денежного знака (далее «образец») — неплатёжная копия бумажного денежного знака (включая водяные знаки), предназначенная для ознакомления банковских работников, населения и организаций. Имеет специальные надпечатки , перфорацию и/или другие признаки. Изготавливается централизованно, наряду с полноценными бумажными денежными знаками, и рассылается в банковские учреждения. Зачастую имеет инвентарный номер для контроля за рассылкой.

## Признаки неплатежности

SPECIMEN — венесуэльский боливар (1980). надпечатка «ESPECIMEN SIN VALOR», особый номер 00000000

«Образец» не является платёжным средством и для этого имеет ряд отличительных признаков, такие как:
- печать каждой стороны банкноты на отдельном листе с сохранением расположения водяных знаков;
- перфорацию типа «ОБРАЗЕЦ», укр. «ЗРАЗОК», англ. «SPECIMEN» и т. п.;
- пробивку подписей должностных лиц: директоров банков, управляющих, кассиров и др.;
- отсутствие подписей должностных лиц: директоров банков, управляющих, кассиров и др.;
- специальные надпечатки, типа «ОБРАЗЕЦ», укр. «ЗРАЗОК», англ. «SPECIMEN» и т. п.;
- особую нумерацию для демонстрации используемого типа шрифта. Зачастую для этой цели номера на «образце» различаются;
- инвентарные номера для контроля за рассылкой.

### Односторонняя печать
Для удобства ознакомления (например для вывешивания на стендах) каждая сторона «образца» может быть изготовлена на отдельном листе.

### Перфорация и пробивки подписей должностных лиц
Зачастую применяется Перфорация типа «ОБРАЗЕЦ», «ОБРАЗЕЦЪ» и т. п. Если бона небольшого размера и выпускается в неразрезанных листах, то перфорация наносится одновременно на несколько бон.
Также на «образце» могут быть пробиты подписи должностных лиц.

### Надпечатки
Как вариант, на бону может быть нанесена надпечатка типа «ОБРАЗЕЦ», англ. «SPECIMEN» и т. п. Надпечатка с двух сторон идеально совпадает, если смотреть бону на просвет.

### Особая нумерация
Нумерация на «образцах» призвана показать используемый тип шрифта. Зачастую для этой цели номера на «образце» различаются. Примеры номеров:
- АА 0000000;
- АА 1234567 (на втором номере, например — АА 8901234);
- АА 1357913 (на втором номере, например — АА 2468024);
- произвольная серия и номер(а).

## Примеры

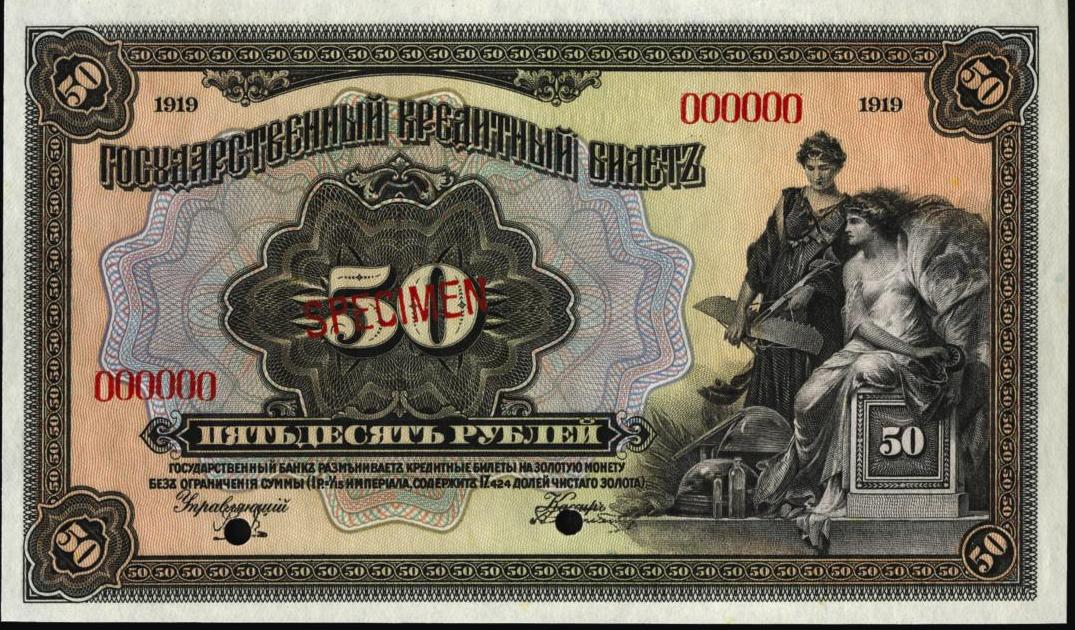
Временное правительство «Образец» 50 рублей 1919 года. Надпечатка «Specimen», пробивка подписи управляющего и кассира, номера 000000. В обращение не поступала.
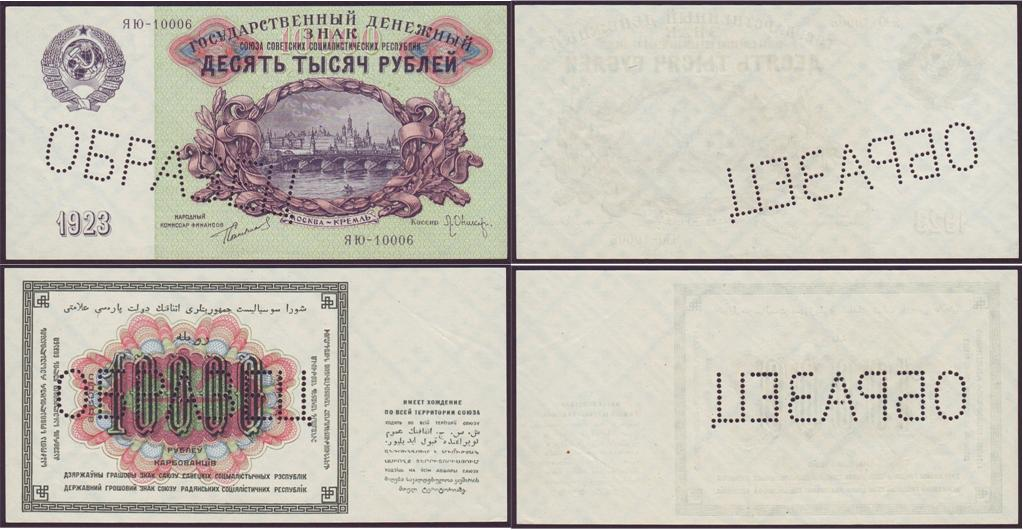
СССР«Образец» 10 000 рублей  1923 года. Односторонняя печать, Перфорация «Образец»», на оборотной стороне отчетливо видны водяные знаки
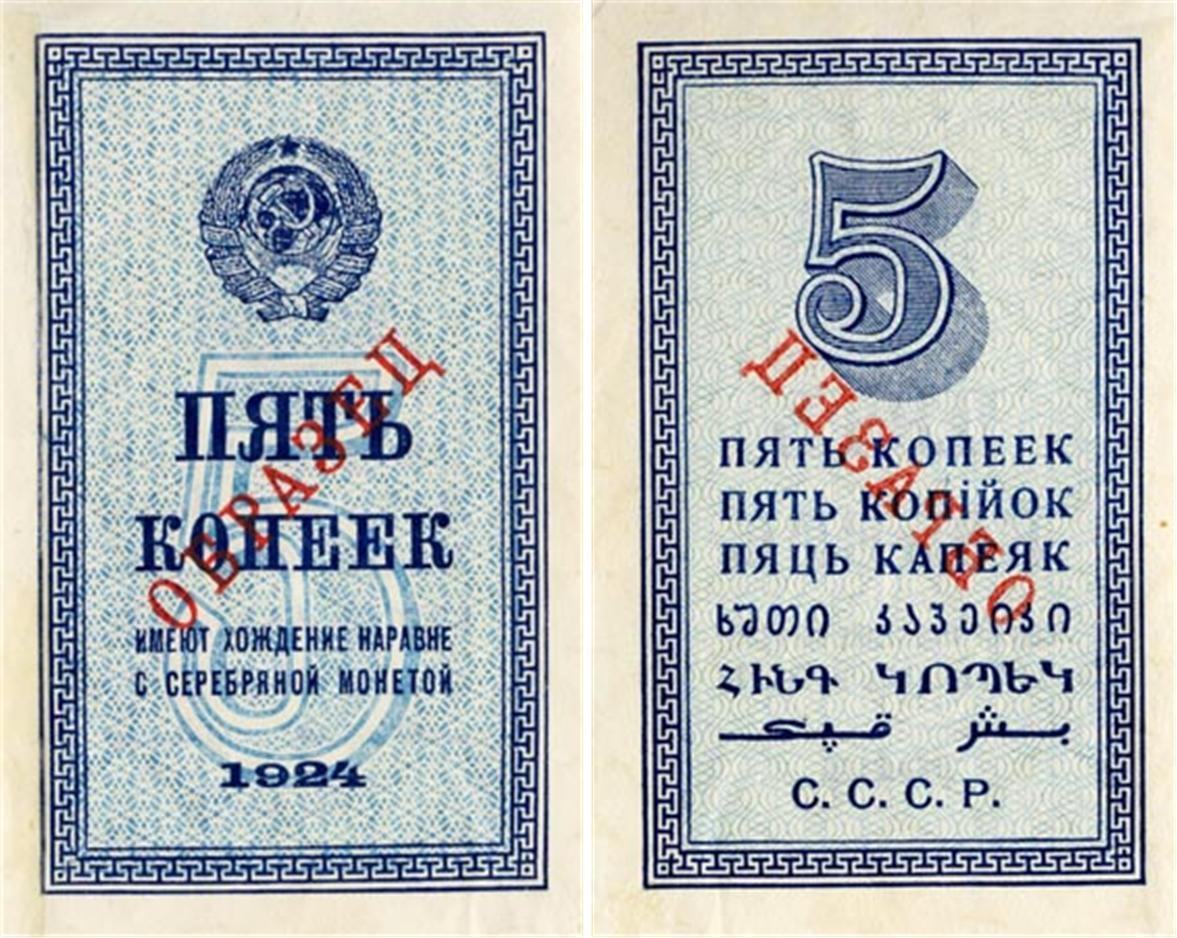
СССР«Образец» 5 копеек 1924 года. Двухсторонняя печать, зеркальная надпечатка «Образец» совпадает, если смотреть бону на просвет.
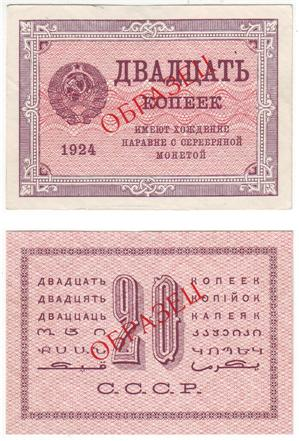
СССР«Образец» 20 копеек 1924 года. Односторонняя печать, надпечатка «Образец». В обращение не поступала.
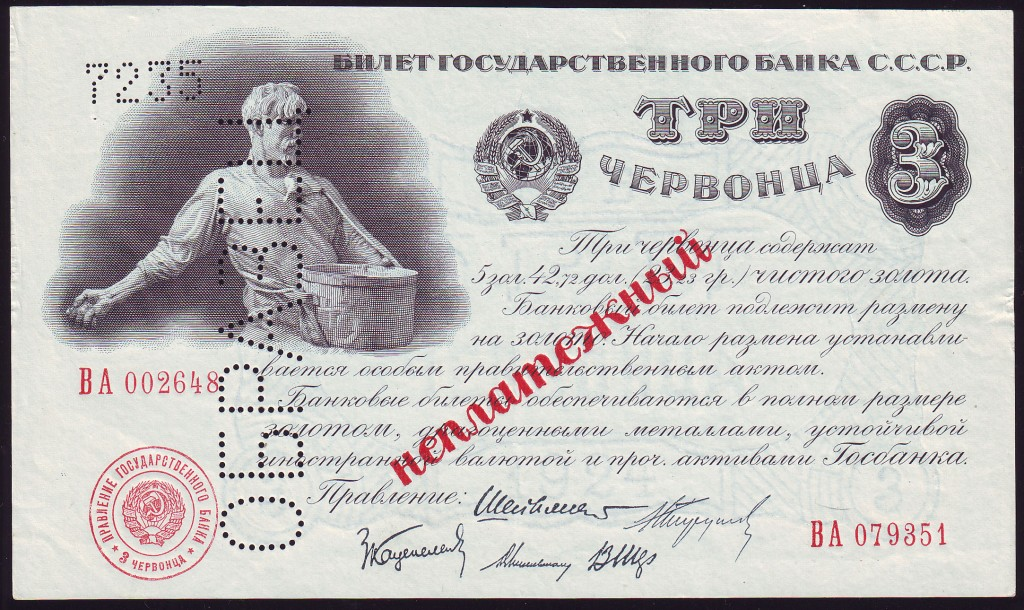
СССР«Образец» 3 червонца 1924 года. Перфорация «ОБРАЗЕЦ», надпечатка «неплатежный», разные номера — ВА 002648 и ВА 079351, перфорация инвентарного номера

## Образец в коллекционировании
«Образцы» также являются предметами коллекционирования в бонистике. В каталогах (например, /1, 2/) известные «образцы» выделяются отдельной строкой, в соответствующей литературе (например, /3, 4/) приводится классификация известных «образцов».
Стоимость «образца» обычно в несколько раз выше стоимости «полноценных» денежных знаков в виду их относительной редкости и требований к их изъятию. Как следствие высокой цены — изготовление фальшивых «образцов» для коллекционеров.
Также на стоимость «образца» влияет наличие обоих половинок денежного знака (в случае односторонней печати), комплект всех номиналов данной эмиссии.
Некоторые денежные знаки известны только в «образцах», в обращение не поступали.